# 1019 Strackea
1019 Strackea är en asteroid i huvudbältet som upptäcktes den 3 mars 1924 av den tyske astronomen Karl Wilhelm Reinmuth. Dess preliminära beteckning var 1924 QN. Asteroiden namngavs senare efter den tyske astronomen Gustav Stracke, trots dennes önskan att slippa.
Strackea tillhör Hungaria-familjen, som kännetecknas av att de ligger på ett avstånd från solen av 1,78 – 2,0 AU och har låg excentricitet.
Strackeas senaste periheliepassage skedde den 26 september 2022. Dess rotationstid har beräknats till 4,044 timmar.

### Fotnoter
1. ↑  Familjen har fått namn efter asteroid 434 Hungaria.

1. 1 2 3  Lutz Schmadel (1992). Dictionary of Minor Planet Names, Volym 1. Springer Verlag, Berlin. sid. 88. ISBN 3-540-00238-3. http://books.google.se/books?id=VoJ5nUyIzCsC&pg=PA88&dq=1019+Strackea&hl=sv&sa=X&ei=k2S8UuacC6q04ATH84CQCQ&ved=0CEEQ6AEwAQ#v=onepage&q=1019%20Strackea&f=false. Läst 1 januari 2014
2. 1 2 3  ”JPL Small-Body Database Browser – 1019 Strackea (1924 QN)”. Solar System Dynamics. NASA/Jet Propulsion Laboratory. https://ssd.jpl.nasa.gov/sbdb.cgi?sstr=1019+Strackea. Läst 24 maj 2018.
3. 1 2  ”Minor Planet Center 1019 Strackea” (på engelska). Minor Planet Center. https://www.minorplanetcenter.net/db_search/show_object?object_id=1019. Läst 25 mars 2022.
4. 1 2  ”Discovery Circumstances: Numbered Minor Planets (1)-(5000)”. MPC Database. IAU Minor Planet Center. https://www.minorplanetcenter.net/iau/lists/NumberedMPs000001.html. Läst 1 januari 2014.
5. ↑  Spratt, Christopher E. (1990). ”The Hungaria group of minor planets”. Royal Astronomical Society of Canada, Journal 84 (2):  sid. 123–131. ISSN 0035-872X.
6. ↑  ”JPL Small-Body Database Lookup – 1019 Strackea (1924 QN)”. Solar System Dynamics. NASA/Jet Propulsion Laboratory. https://ssd.jpl.nasa.gov/sbdb.cgi?sstr=1019+Strackea. Läst 16 februari 2023.